# 諫早站
諫早車站（日语：〔〕／ Isahaya eki */?）是一位於日本長崎縣諫早市永昌町的鐵路車站，隸屬於九州旅客鐵道（JR九州）、並與島原鐵道共用。
諫早車站除了是諫早市的主車站外，它也是九州西部主要幹線長崎本線與地方支線大村線，以及地方私鐵島原鐵道所屬的島原鐵道線之交會車站。因此，除了地方區間的普通列車之外，也是觀光特急列車「雙星4047」、快速列車「濱海快線」（Sea Side Liner）的停靠站。作為長崎本線及大村線的交匯點，亦使本站成為「雙星4047」唯一來回程都停靠的中途站。
在西九州新幹線未開通前，本站亦是特急列車「鷗」（かもめ）與臥舖特快車「曉」（あかつき）的停車站。

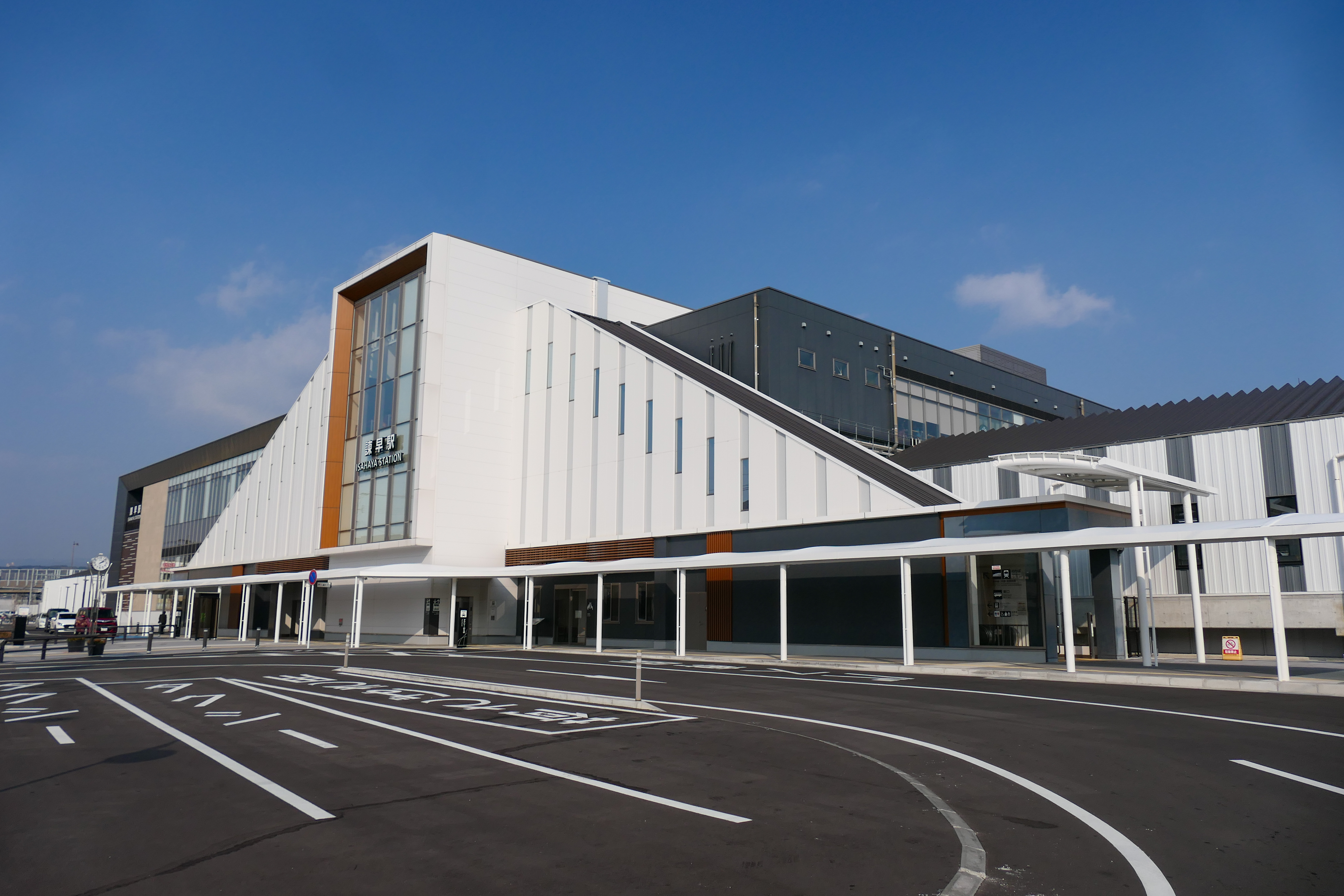
JR西口(2023年1月)

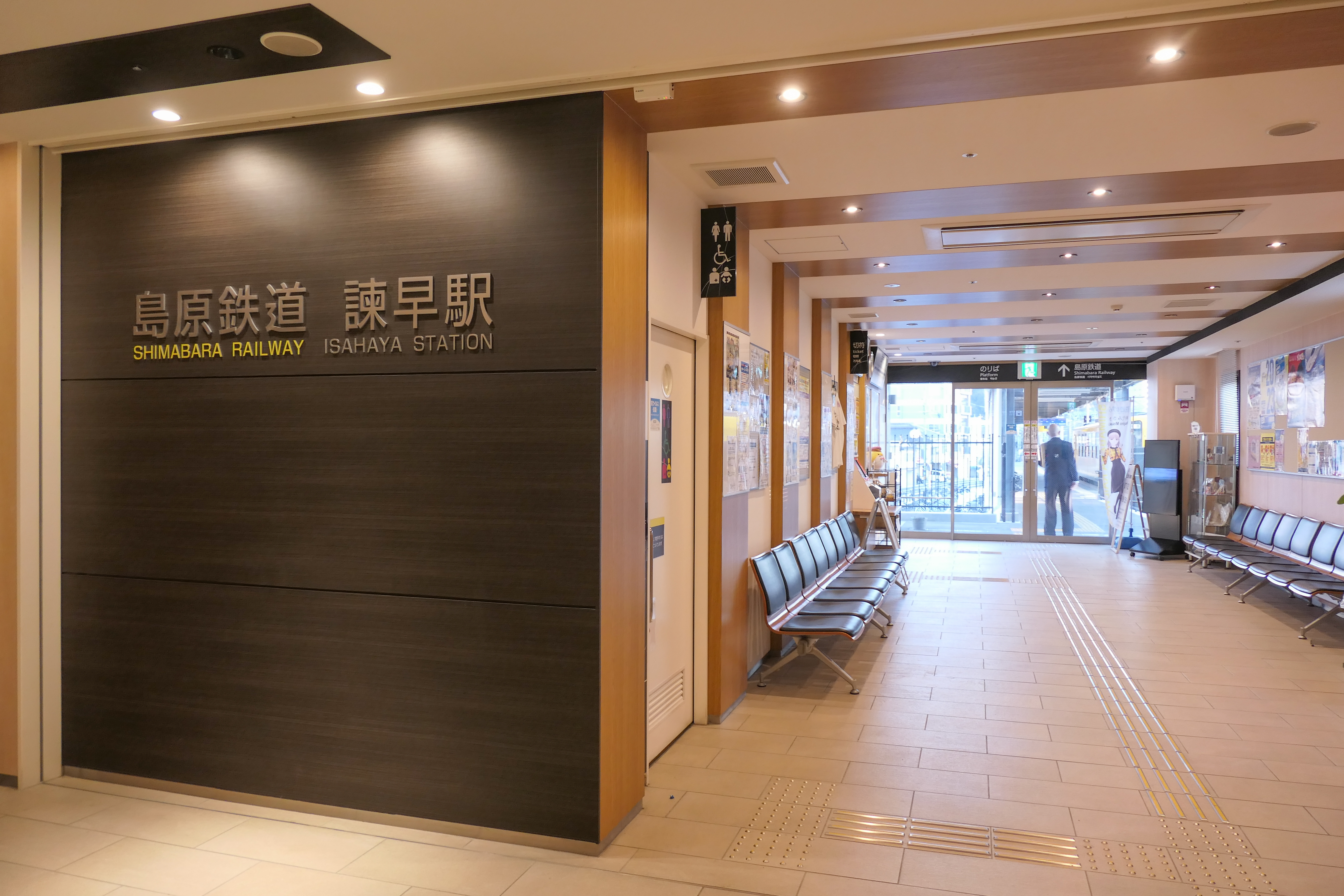
島原鐵道線入口(2023年1月)

## 車站構造

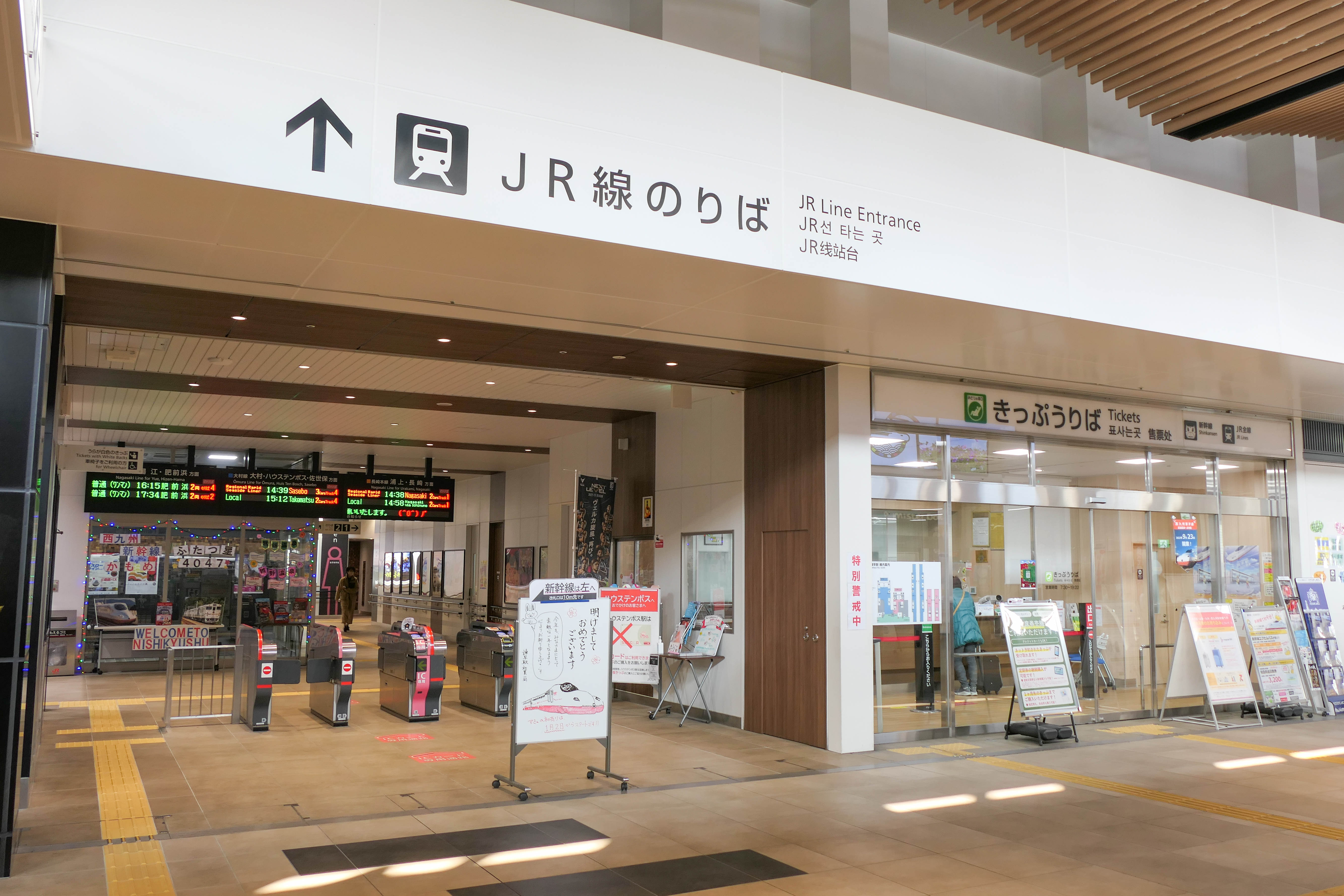
JR檢票口（2023年1月）

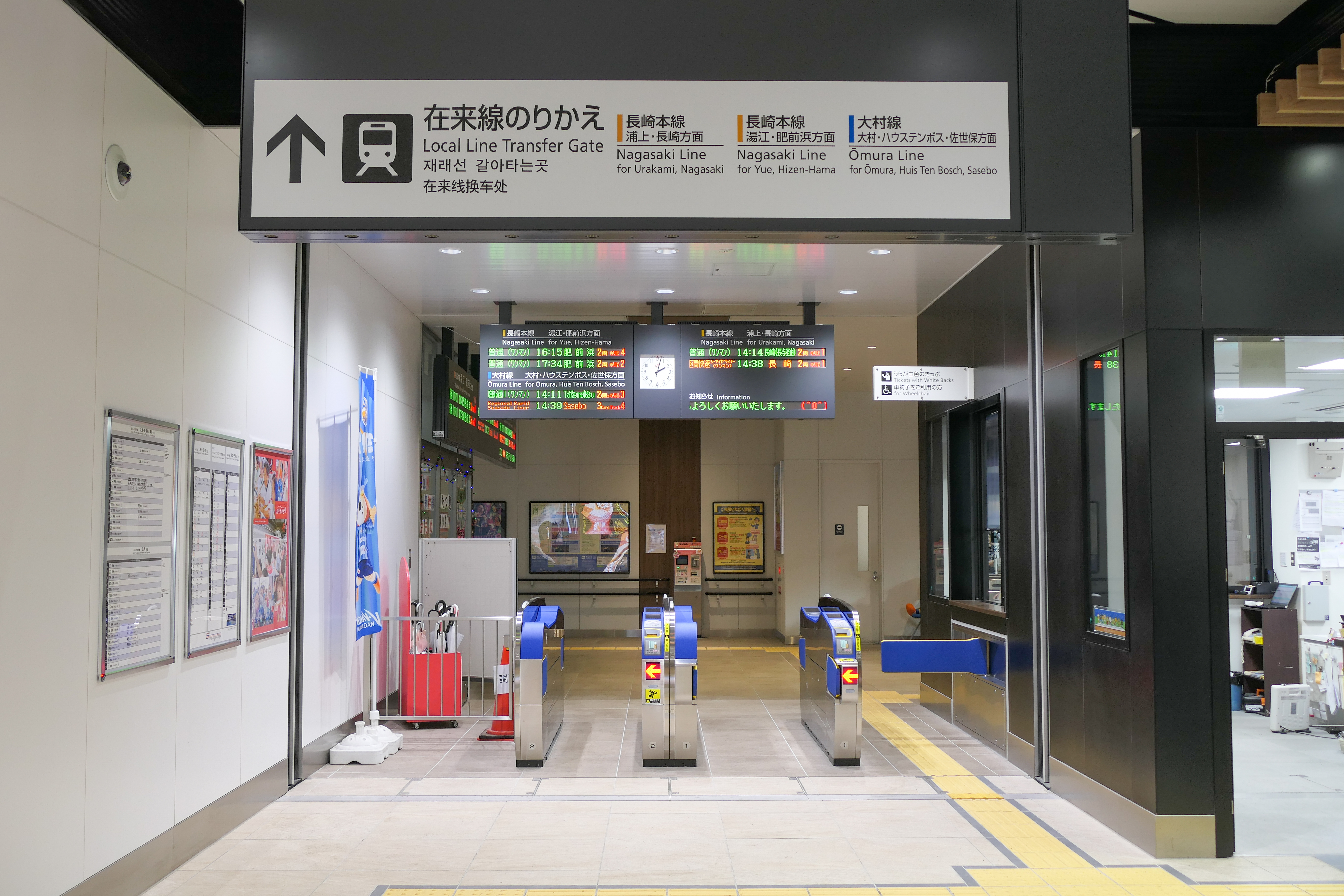
新幹線與在來線的轉乘檢票口（2023年1月）

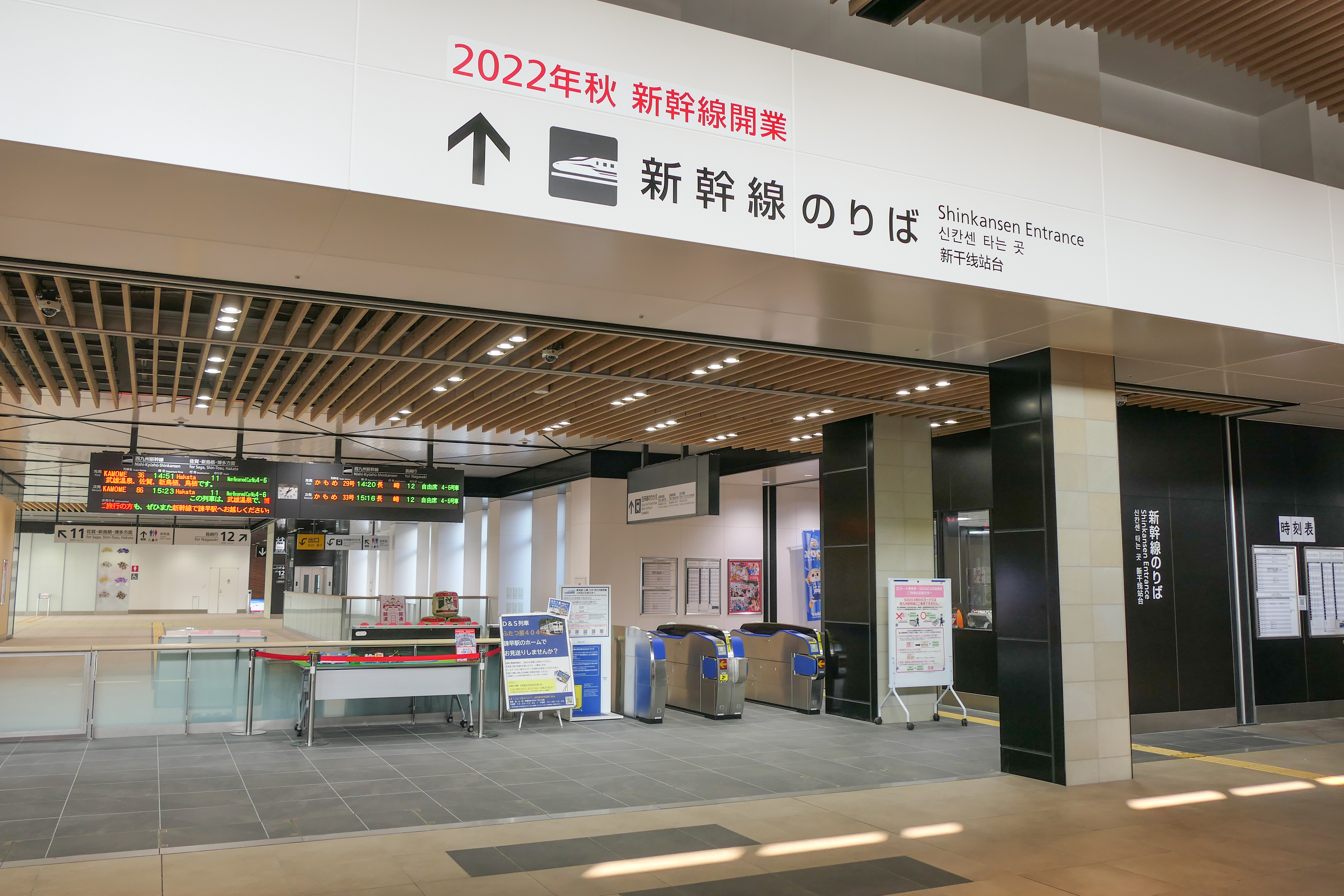
新幹線檢票口（2023年1月）

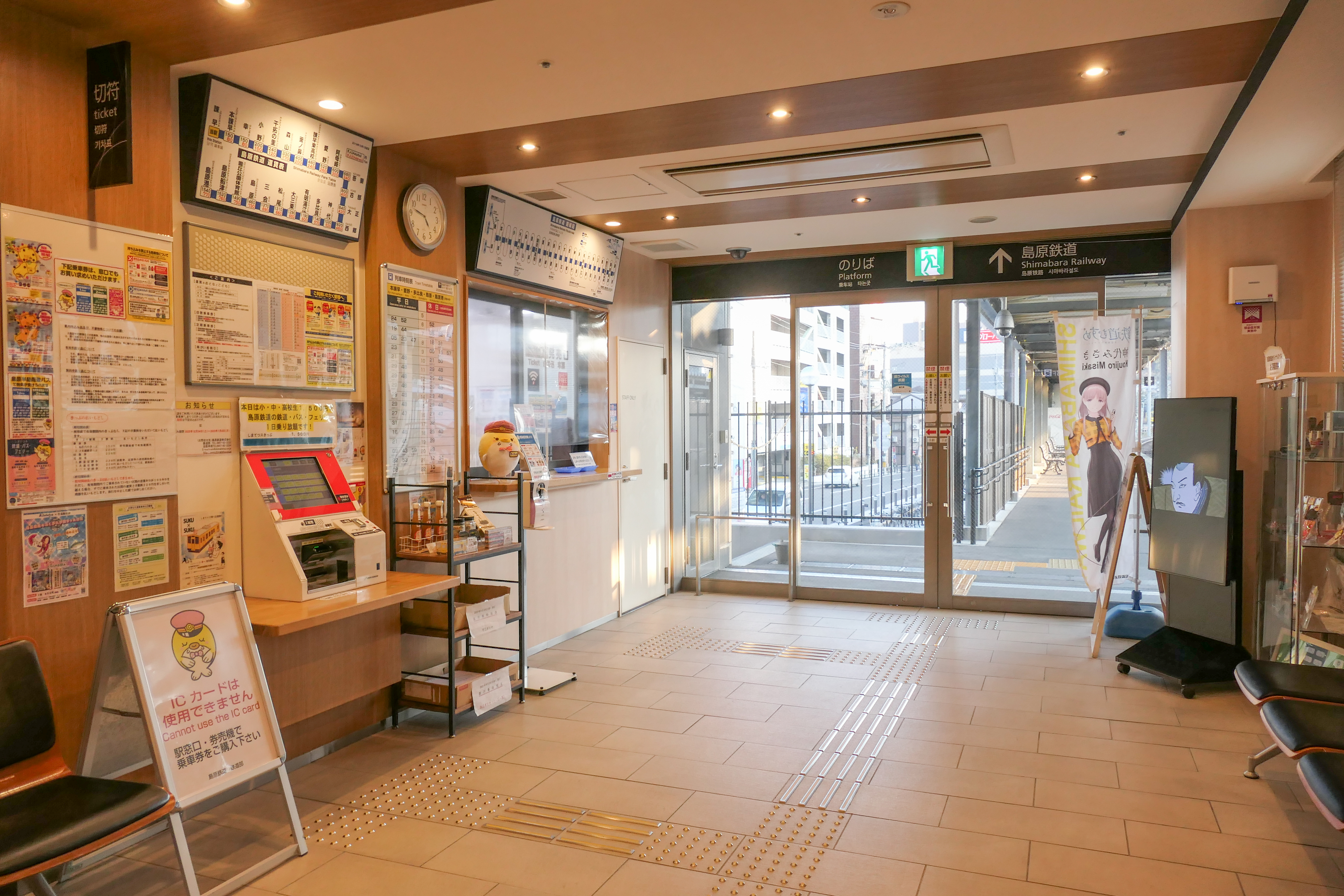
島原鐵道線檢票口（2023年1月）

諫早車站擁有一棟建於1934年的一層樓木造洋式站房，站內配置有四座月台共五條乘車線。其中除了0號乘車線是由島原鐵道使用外，其餘四條路線皆為JR所屬路線。
在原有車站側面，後期亦再增建新幹線月台部分，該部分採用鋼結構，由西松建設承建。

### 月台配置

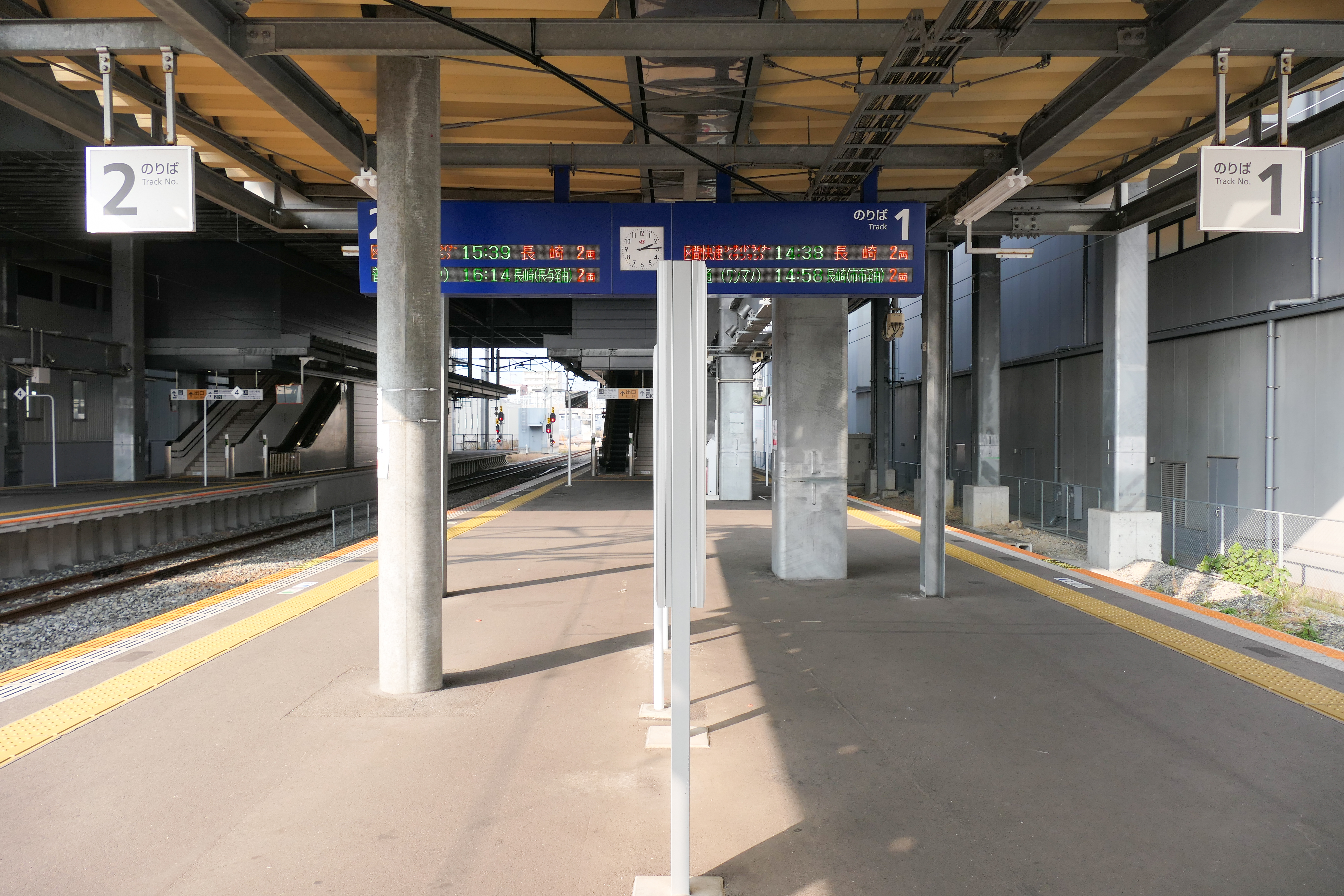
長崎本線1號與2號月台（2023年1月）

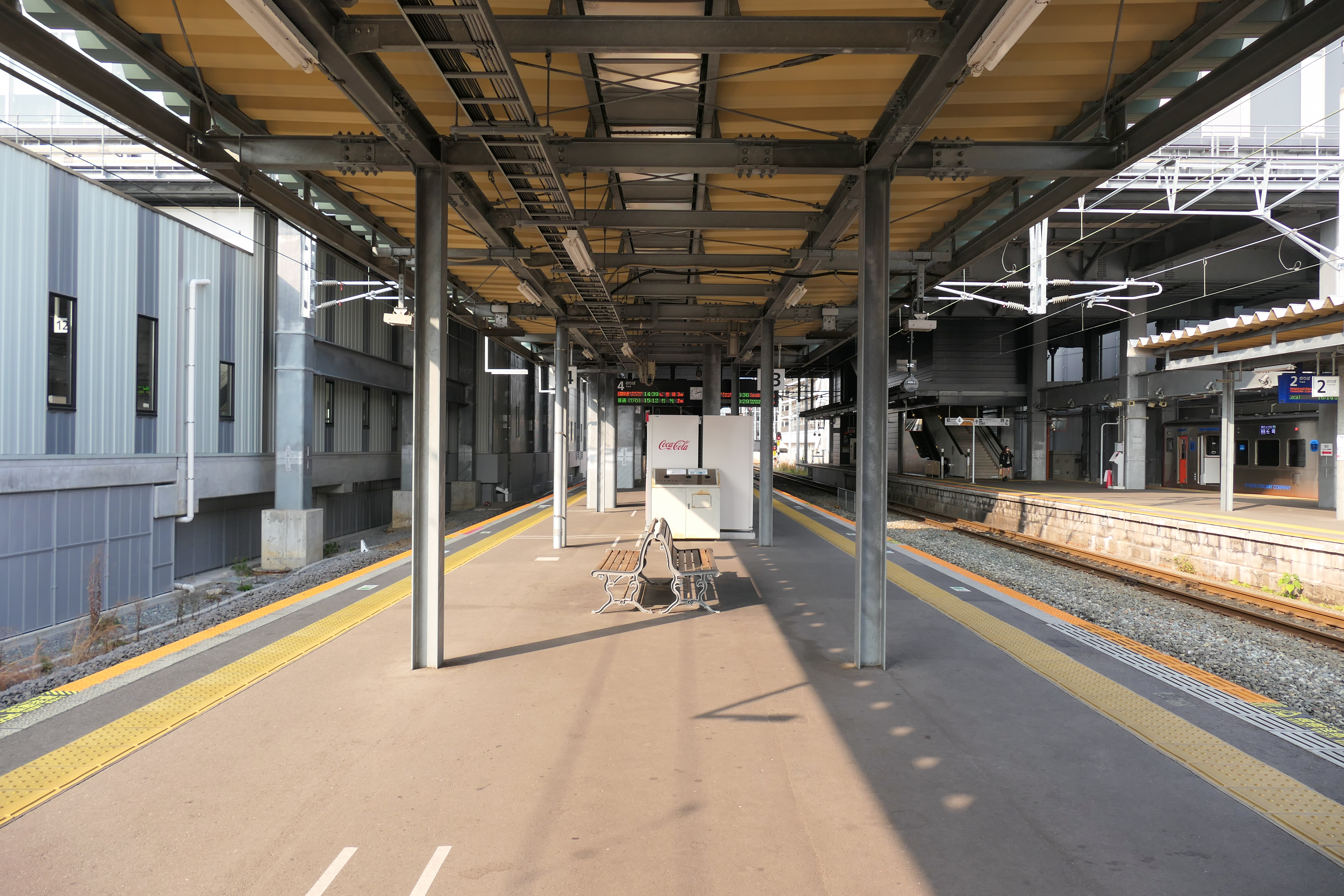
長崎本線3號與4號月台（2023年1月）

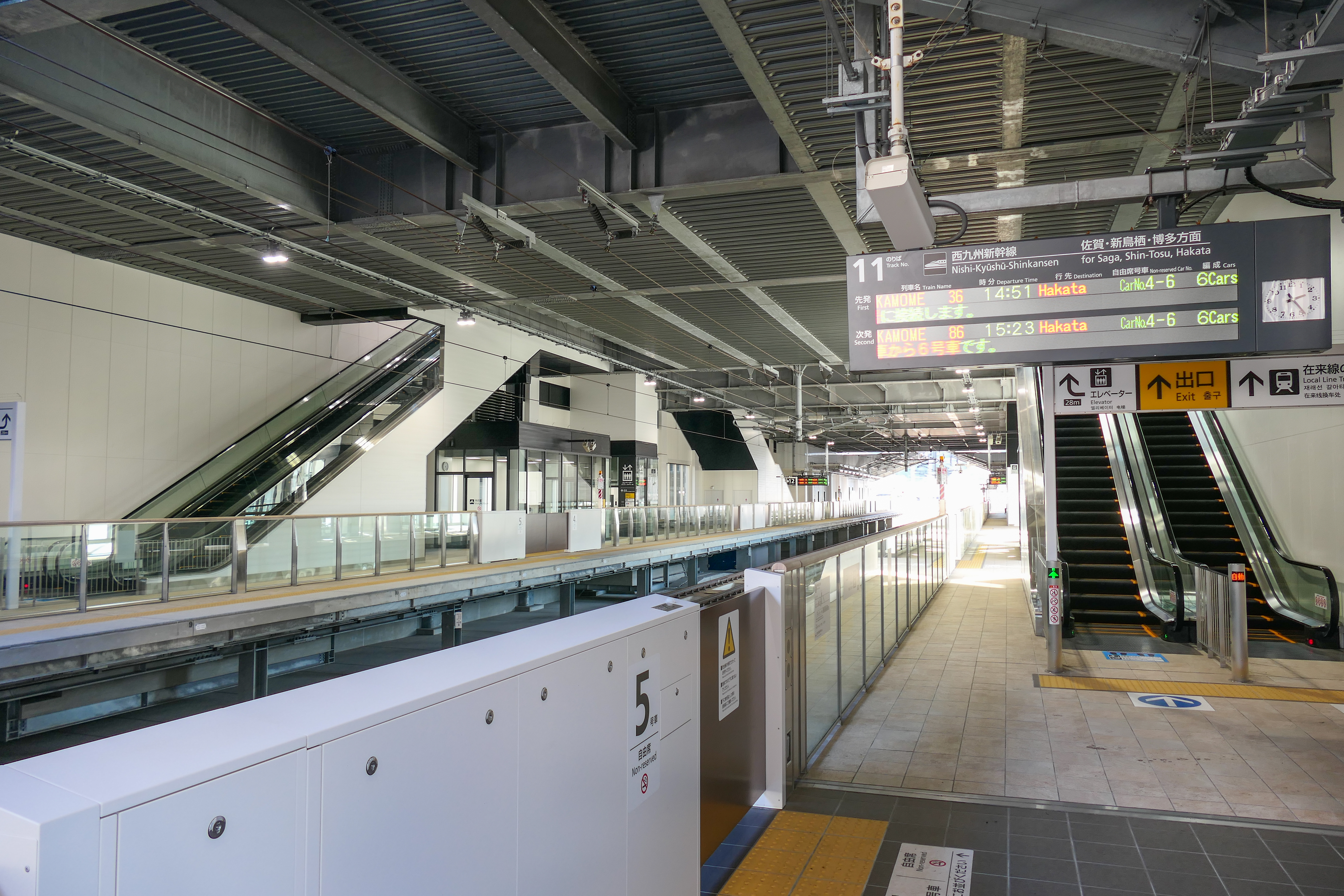
新幹線月台（2023年1月）

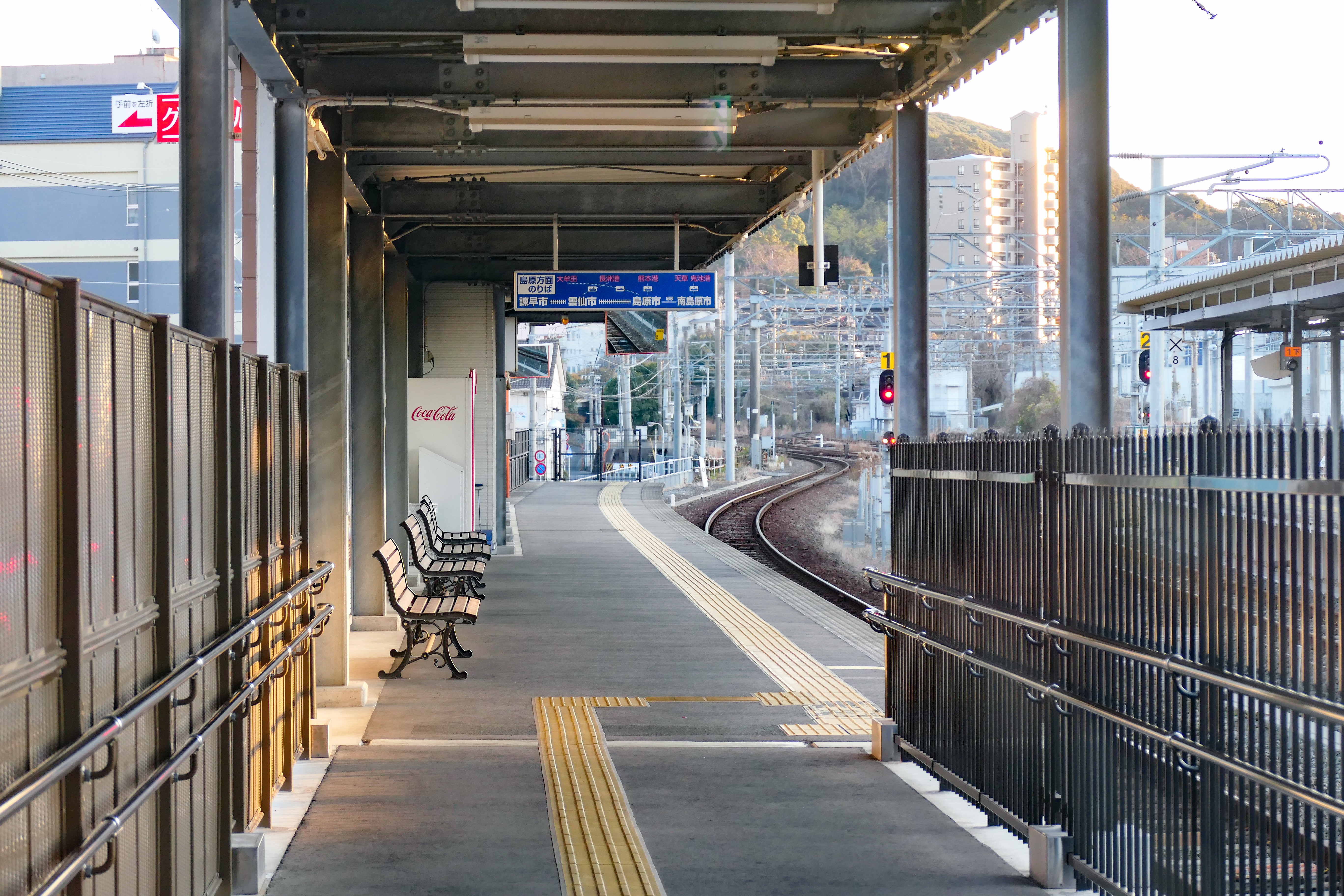
島原鐵道線月台（2023年1月）

| 月台  | 路線         | 方向 | 目的地                   | 備註         |
| ----- | ------------ | ---- | ------------------------ | ------------ |
| 0     | ■島原鐵道線  |      | 本諫早、島原、島原港方向 |              |
| 1     | ■長崎本線    | 下行 | 浦上、長崎方向           |              |
| 2 3 4 | ■長崎本線    | 下行 | 浦上、長崎方向           | 使用2、3月台 |
| 2 3 4 | ■長崎本線    | 上行 | 湯江、肥前濱、江北方向   | 使用3、4月台 |
| 2 3 4 | ■大村線      |      | 竹松、早岐、佐世保方向   |              |
| 11    | 西九州新幹線 | 上行 | 武雄溫泉方向             |              |
| 12    | 西九州新幹線 | 下行 | 長崎方向                 |              |

（出處：JR九州 駅情報一覧 （页面存档备份，存于））

## 車站歷史
- 1898年11月27日：以九州鐵道（初代）長崎線沿線的車站之姿啟用。
- 1907年7月1日：收規國有。
- 1909年10月12日：依照新的路線名稱規則，長崎線改名為長崎本線。
- 1911年8月21日：島原鐵道諫早～本諫早之間路段通車。
- 1934年3月24日：有明西線諫早～湯江間的路段通車。
- 1934年12月1日：有明東線與有明西線完工串連成一線，有明線改名成為長崎本線，而原本曾一度是長崎本線的早岐～諫早間之路線則改名為大村線。
- 1987年4月1日：隨國鐵分割民營化，長崎本線、大村線與諫早車站的經營由JR九州繼承。
- 2010年3月24日：設立自動剪票機。
- 2012年12月1日：包括本站在內的19個長崎地區車站可以使用SUGOCA。
- 2016年6月18日：因興建新幹線站房，臨時車站啟用。
- 2018年8月4日：JR車站大樓和連接東西出口的聯絡通道啟用。
- 2019年：

- 2月5日：新幹線車站開始建設。
- 10月1日：島原鐵道於本站設立副站名「雲仙・島原口」。

- 2022年9月23日：西九州新幹線開業。

## 相鄰車站
九州旅客鐵道
西九州新幹線
新大村－諫早－長崎
■長崎本線
■特急「雙星4047」（上午有明海班次）
小長井→諫早→長崎
■普通
東諫早－諫早－西諫早
■長崎本線、■大村線直通運轉
■特急「雙星4047」（下午大村灣班次）
長崎→諫早→新大村
■快速「濱海快線」
大村－諫早－西諫早
■區間快速「濱海快線」
大村－諫早－喜喜津
■普通
岩松－諫早－西諫早
島原鐵道
■島原鐵道線
諫早－本諫早

## 外部連結
- JR九州 – 諫早車站 （页面存档备份，存于）（日語）
- 島原鐵道 – 諫早車站 （页面存档备份，存于）（日語）

32°50′07″N 130°2′29″E / 32.83528°N 130.04139°E